# 紀元前217年
紀元前217年（きげんぜん217ねん）

## 他の紀年法
- 干支 : 甲申
- 日本
  - 皇紀444年
  - 孝霊天皇74年
- 中国 : 秦 - 始皇30年
- 朝鮮 :
- ベトナム :
- 仏滅紀元 : 328年
- ユダヤ暦 :

## できごと

### ヨーロッパ
- トラシメヌス湖畔の戦い（第二次ポエニ戦争）。
- 共和政ローマのクィントゥス・ファビウス・マクシムスが独裁官に就任。
- 共和政ローマのアッピウス・クラウディウス・プルケルがアエディリスに就任。

## 誕生
- ティベリウス・センプロニウス・グラックス・マイヨル、共和政ローマ時代の軍人・元老院議員（+ 紀元前154年）

## 死去
- 6月14日 - ガイウス・フラミニウス、共和政ローマの元老院議員